# ナショナル・ボード・オブ・レビュー賞 (1930年)

## 受賞一覧
トップ10(アルファベット順)
- 『西部戦線異状なし』 All Quiet on the Western Front
- Holiday
- 『踊り子夫人』 Laughter
- The Man from Blankley's
- Men Without Women 
- 『モロッコ』 Morocco
- Outward Bound
- 『ロマンス』 Romance
- Street of Chance 
- 『乗合馬車』　Tol'able David

外国語映画賞(トップ5 アルファベット順)
- 『一九四〇年』 High Treason イギリス
- 『前線』 Old and New ソビエト連邦
- 『大地』 Soil ソビエト連邦
- 『アジアの嵐』 Storm Over Asia ソビエト連邦
- Two Hearts in Waltz Time  ドイツ